# Ichneumon hinzi
Ichneumon hinzi là một loài tò vò trong họ Ichneumonidae.